# Thorictus manni
Thorictus manni is een keversoort uit de familie spektorren (Dermestidae). De wetenschappelijke naam van de soort werd in 1926 gepubliceerd door Louis Jérôme Reichenspenger.